# Together (film 2000)
Together (Tillsammans) è un film del 2000 diretto da Lukas Moodysson.

## Trama
Stoccolma, 20 novembre 1975. Il giorno della morte di Franco. Elisabeth, una casalinga dalle idee confuse, decide una volta per tutte di fare le valigie e lasciare suo marito Rolf, violento e alcolista, per trasferirsi con i figli Eva e Stefan nella casa di suo fratello Göran. Questi vive in una comune socialista chiamata Insieme (Tillsammans) con molti altri compagni: la dissoluta Lena, con la quale ha una relazione aperta, l'anarchico e idealista Eric - il "secondo amante" di Lena -, i neo-omosessuali Klas e Anna e Lasse, compagno di Anna prima che diventasse lesbica, dalla quale ha avuto pure un figlio, Tet, abitante anch'egli nella comune. L'impatto con il mondo atipico e anticonformista della comunità sconvolgerà tanto Elisabeth quanto i due ragazzini, ciascuno alle prese con nuove amicizie (Stefan diventa amico di Tet, Eva di Fredrik, figlio di alcuni vicini di casa). Intanto, Rolf cerca di rimediare ai propri errori, smette di bere e, con la cooperazione dell'amico Birger, si avvicina sempre di più alla sua famiglia, tentando di riconquistare ciò che ha perduto.

## Riconoscimenti
- 2001 - Guldbagge
  - Candidatura a miglior regista a Lukas Moodysson
  - Candidatura a miglior attore non protagonista a Michael Nyqvist
  - Candidatura a migliore sceneggiatura a Lukas Moodysson